# (7570) 1989 CP
(7570) 1989 CP es un asteroide perteneciente al cinturón de asteroides, región del sistema solar que se encuentra entre las órbitas de Marte y Júpiter, descubierto el 5 de febrero de 1989 por Masaru Arai y el astrónomo Hiroshi Mori desde el Yorii Observatory, Yorii Japón.

## Designación y nombre
Designado provisionalmente como 1989 CP. 

## Características orbitales
1989 CP está situado a una distancia media del Sol de 2,452 ua, pudiendo alejarse hasta 2,779 ua y acercarse hasta 2,125 ua. Su excentricidad es 0,133 y la inclinación orbital 2,346 grados. Emplea 1402,25 días en completar una órbita alrededor del Sol.
Pertenece a la familia de asteroides de (135) Hertha.

## Características físicas
La magnitud absoluta de 1989 CP es 13,98. Tiene 4,853 km de diámetro y su albedo se estima en 0,248. 